# New Mexico Rail Runner Express

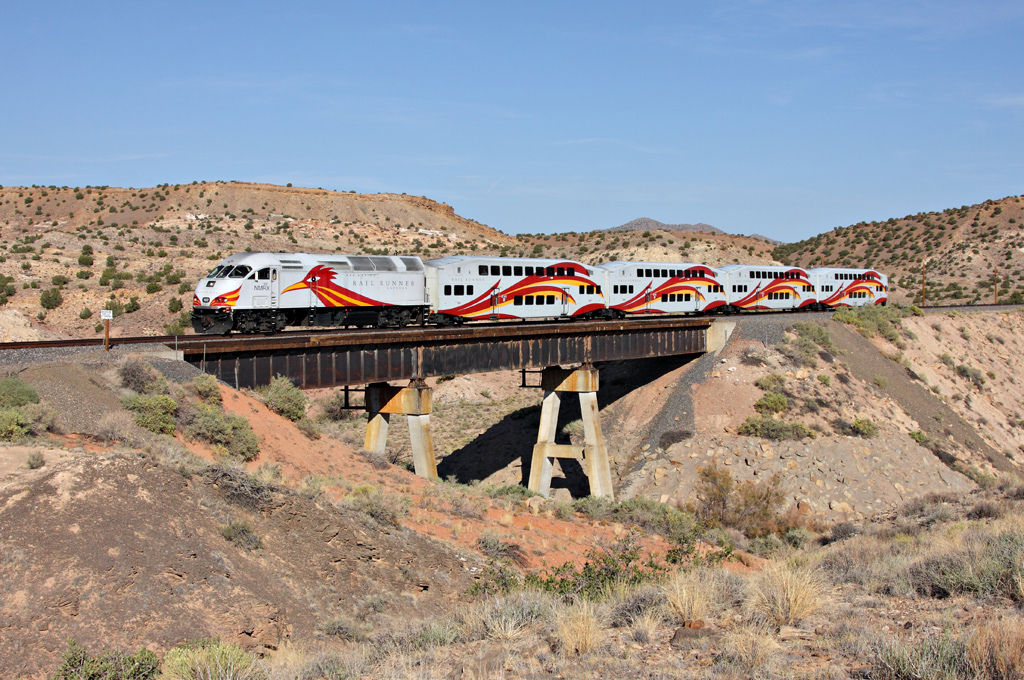
De New Mexico Rail Runner Express.

De New Mexico Rail Runner Express is een voorstadtreindienst in de Amerikaanse staat New Mexico, die met name de hoofdstad Santa Fe en de grootste stad Albuquerque met elkaar verbindt. De lijn werd in 2006 geopend. Het gehele traject loopt van Belen naar Bernalillo. Het materieel bestaat uit Bombardier BiLevel Coaches, getrokken door MPI MPXpress-locomotieven en uitgerust met Stuurstandrijtuigen. De dienst maakt gebruik van een spoorlijn die eigendom is van het BNSF Railway-netwerk en wordt bestuurd door het staatsministerie van transport.